# Боја раја
Боја раја (перс. رنگ خدا, Rang-e Khodā — боја Бога) ирански је драмски филм који је осмислио и режирао Маџид Маџиди. Филм је први пут приказан 9. фебруара 1999, а траје 90 минута. Главне улоге играју Мохсен Рамезани (Муамер Рамезани), Хусеин Махџуб (Хашем Рамезани) и Саламех Фејзи (бака). Запажене су и Фарахназ Сафари (Бахарех Рамезани) и Елхан Шарифи (Ханијех Рамезани). Музику за филм је осмислио Алиреза Кохандери, док је филм монтирао Хасан Хасандуст. Филм је направио Варахонар компани, који га је и издао у Ирану, док су дистрибутери за остатак света Сони пикчерс класик и Колумбија трајстар.

## Почетак филма
Филм почиње исписаном басмалом — У име Бога, милостивог, самилосног (перс. بسم الله الرحمن الرحيم, bismi-llāhi r-raḥmāni r-raḥīm, бисмилахи рахмани рахим), праћено називом филма — Боја Бога (перс. رنگ خدا, Rang-e Khodā, ранге кода). Након тога следи молитва, када учитељ пушта касете дечака тражећи чија касета је чија. Међу дечацима је и Маумер Рамезани, главни лик филма. Он узима своју касету, на којој је снимљено певање његове баке, и спрема се за полазак кући.

## Синопсис и увод
Прича филма описује слепог дечака Муамера Рамезанија. Он иде у интернат за слепе дечаке у Техерану. Прича почиње завршетком школске године, када родитељи долазе по децу да их воде кући. Његов отац, Хашем Рамезани, посрамљен и оптерећен синовљевим слепилом, касно стиже да га поведе кући. Сем тога, он претходно покушава да убеди директора интерната да Муамера задрже и током лета. Његова жена је умрла, па он сада жели да ожени другу девојку из села и припрема венчање. Хашем девојку проси поклонима и девојчин отац венчање одобрава. Ипак, он сакрива чињеницу да има слепог сина, јер се плаши да ће га девојчина породица одбити.
Већ на почету долази до симболичне сцене, када Муамер чује цвркутање птице. Он прво тера мачку која се около шуњала, а за коју осећа да спрема нешто лоше. Својим развијеним чулом слуха, он повређену и слабу птицу која је испала из гнезда налази и, иако слеп, пење се на дрво, а опипавајући околно грање проналази гнездо, у које птицу враћа.

## Заплет и кулминација
Муамер и Хашем се враћају кући, у село поред Каспијског мора, након вишечасовног путовања северно од Техерана. Муамер иде по брдима његовог села са своје две сестре, млађом Ханијех и старијом Бахарех. Он опипава природу око себе, слуша звуке животиња и имитира их. Звуке које чује он схвата као језик природе — Муамер: Бако, знаш ли шта оне говоре сада? Бака: Ко, сине? Муамер: Птице. Бака: Ово је звук детлића. Они праве гнездо и траже храну. Муамер: Али, птице причају! Након шетње са баком, Муамер одлази у сеоску школу и одушевљава ђаке читањем Брајеве азбуке.
И даље се плашећи да ће породица његове потенцијалне жене, ако сазна за Муамера, отказати венчање, отац га оставља Алију Фатемију, слепом столару који живи близу њиховог села. Али прихвата Муамера за шегрта, и већ први дан покушава да му објасни разлике између врста дрвета. Међутим, Муамер, тужан јер га је отац оставио, почиње да плаче, и каже да га Бог не воли. Али: Шта је било? Је ли то плачеш? Мушкарац никада не плаче. Да ли ти већ сада недостаје породица? Муамер: Не! Али: Шта је онда? Муамер, плачући, објашњава ситуацију. Али: Твој учитељ је у праву. Сцена се завршава тако што Али, погођен Муамеровим речима, одлази.
Муамерова бака скрхана срца прихвата чињеницу да је Хашем одвео Муамера код слепог столара и разбољева се. Она напушта сеоски дом и одлази у шуму. Хашем покушава да је наговори да се врати, испитујући своју судбину. Хашем: Где идеш, мајко? Шта то покушаваш да урадиш? Бака: Само ми ово преостаје. Хашем изнервирано виче на мајку. Она одлази, али је Хашем прати. На путу се онесвешћује, па је Хашем односи кући, где она умире. Младина породица то схвата као лош предзнак и отказује венчање.

## Расплет и закључак
Скрхан чињеницом да је остао сам са ћеркама, Хашем одлучује да врати Муамера кући. Он се присећа тренутака срама и туге услед његовог и синовљевог стања. Хашем поставља Муамера на коња, и њих двојица крећу у село. На путу, они морају да пређу мали дрвени мост. Мост се услед тежине коња руши, па Муамер и коњ упадају у брзу реку. Отац неко време стоји непомичан, размишљајући да ли да ускочи у воду или не. Одлучује да ускочи, али вода обојицу одвлачи низводно.
У последњој сцени, Хашем се буди на обали Каспијског мора, и види Муамера како непомично лежи мало даље од њега. Он подиже Муамерово тело и плаче. Међутим, на самом крају, дечакова десна шака и прсти почињу да се померају, на начин који симболизује „читање“ природе. Његова шака такође и почиње да светли жутом светлошћу заласка сунца, што симболизује Муамерову садашњу могућност да осети Бога и рај, што је он и желео, те одатле и назив филма.

## Муамерове речи
Знате, мене нико не воли... Чак ни моја бака... Они беже од мене зато што сам слеп. Кад бих само могао видети... Желим да идем у сеоску школу са осталом децом. Али, сада морам да идем у школу за слепе, на другом крају света... Наш учитељ каже да Бог воли слепе више од осталих зато што они не могу да виде... Ја сам му рекао: Ако је тако, Он нас не би учинио слепим... тако да Га не можемо видети. Он је одговорио: Бог није видљив. Он је свуда. Можеш Га осетити. Можеш Га видети кроз своје додире. Сада посежем свугде за Богом, до дана када Га моје руке не буду додирнуле и рекле Му све, чак и све тајне у мом срцу.

## Хашемове речи
Само желиш да ми пркосиш, зар не? То сам урадио за његово добро! Шта сад треба да урадим? Шта сам скривио да морам да бринем о слепом детету до краја живота? Ко ће бринути о мени кад будем стар и слаб? Зашто ми тај твој велики Бог не помогне да се решим ове беде? За шта бих му био захвалам? За ствари које немам? За моју беду? За слепо дете? За изгубљену жену? Где ми је отишло пет добрих година? Ово сам ја — сиромашан, очајан човек! Изгубио сам оца тако рано да га се једва сећам! Ко мени помаже? Ко брине о мени? Иди! Иди где хоћеш!

## Инспирација за филм
Режисер филма Маџид Маџиди је марта 2000. за Њујорк тајмс изјавио да је инспирацију за снимање оваквог филма добио посматрајући четири слепа дечака и њихова реаговања на окружење, првенствено природу. Он је окупио глумце аматере, а једини професионални глумац на снимању био је Хусеин Махџуб (Хашем Рамезани, Муамеров отац). Иако је буквални превод назива филма „Боја Бога“ (енгл. The Color of God), он је међународно дистрибуиран под називом „Боја раја“ (енгл. The Color of Paradise), тако да филм не би био схваћен као првенствено религијске природе.

## Критике филма
Филм „Боја раја“ је први пут приказан 8. фебруара 1999. на иранском Међународном фестивалу Фаџр. То је једини велики ирански филмски фестивал на којем је филм учествовао. Филм је освојио награде Најбољи звук, Награда публике и Посебно помињање, док је Мохсен Рамезани освојио награду Најбољи глумац, а Хусеин Махџуб награду Најбољи споредни глумац.
Првог септембра исте године, филм је учествовао на Фестивалу светског филма у Монтреалу. На њему је филм добио главну награду — Гранд при Америке. Специјалну награду жирија и специјалну награду младог жирија филм је исте године добио на Међународном филмском фестивалу у Хихону. Следеће године је добио Посебно помињање на Дечјем филмском фестивалу у Џифонију и Награду Лино Брока на Синеманили, где је и Хусеин Махџуб добио награду Најбољи глумац. На Фестивалу акционог и авантуристичког филма у Валансјену филм је добио Главну награду и Награду публике. Исте године, филму је Удружење филмских критичара Сан Дијега доделио СДФЦС награду, а 2002. је уследила УФЦА награда Удружења уругвајских филмских критичара.
Годину дана након премијере, 2000, филм је пуштан у биоскопима широм света. У САД је биоскопска премијера била 24. марта, а филм је пуштан само у појединим градовима, док је на ДВД-у изашао 19. септембра 2000. Сајт Ротен томејтоз је на основу 31 критике филм оценио са оценом 5,4 од могућих 10, као и да је 87% критика било позитивно. Сем тога, током 2012, од 5.588 оцена посетилаца сајта, њих 5.253, дакле 94% рекло је да им се филм свиђа, што Ротен томејтоус закључује оценом публике 4,2 од могућих 5. Посебно успешан филм је био у Швајцарској, где је продато преко 47.000 карата (што је 0,6% од укупно 7.785.800 Швајцараца 2009; дакле, филм је погледао сваки 167. Швајцарац), док је у САД продато 330.000 карата, са зарадом од 1,8 милиона долара за пола године приказивања.
„Боја раја“ је 2000. био ирански кандидат за Оскара и Младог уметника за најбољи страни филм, али није постао ни номинован. Главни глумац Мохсен Рамезани је номинован за Младог уметника за најбољег младог глумца. Филм је номинован и за ОФЦС награду Удружења онлајн филмских критичара и АЛФС награду Круга лондонских филмских критичара 2001, као и за Гран при Астурије на Филмском фестивалу у Хихону 1999. и Клотрудис награду 2001.
Већина међународних критика било је позитивно. Роџер Еберт је за Чикаго сантајмс рекао да је филм прожет нежношћу и лепотом — породични филм који постиђује површност комерцијалних производа као што су Покемони и њихов вредносни систем базиран на моћи и похлепи. У часопису Филмдинст писало је 2001: Бајковита прича која сликовито и осећајно приказује застарелу моћ и симболику чула, и све то комбинује са фундаменталним питањима људског постојања.

## Награде и главне улоге
Међународни филмски фестивал у Фаџру (1999)
- (Најбољи глумац — Мохсен Рамезани)
- (Најбољи споредни глумац — Хусеин Махџуб)
- (Најбољи звук)
- (Награда публике)
- (Посебно помињање)

Фестивал светског филма у Монтреалу (1999)
- (Гран-при Америке)

Међународни филмски фестивал у Хихону (1999)
- (Специјална награда жирија)
- (Специјална награда младог жирија)

Филмски фестивал у Џифонију (2000)
- (Посебно помињање)

Међународни филмски фестивал Синеманила (2000)
- (Најбољи глумац — Хусеин Махџуб)
- (Награда Лино Брока)

Фестивал акционог и авантуристичког филма у Валансјену (2000)
- (Награда публике)
- (Главна награда)

Удружење филмских критичара Сан Дијега (2000)
- (СДФЦС награда)

Удружење уругвајских филмских критичара (2002)
- (УФЦА награда)

## Извори и напомене
1. 1 2 3  Ebert, Roger (2. 6. 2000). „The Color Of Paradise”. Roger Ebert. Архивирано из оригинала 30. 06. 2008. г. Приступљено 28. 10. 2012.
2. ↑  „The Color Of Paradise”. Sony Pictures. Архивирано из оригинала 30. 09. 2012. г. Приступљено 28. 10. 2012.
3. 1 2 3  Sharma, Ankur (14. 5. 2008). „The Color Of Paradise”. Culturazzi. Архивирано из оригинала 03. 11. 2012. г. Приступљено 29. 10. 2012.
4. ↑  „A Cor do Paraíso”. Webcine. Архивирано из оригинала 22. 04. 2009. г. Приступљено 29. 10. 2012.
5. 1 2 3  Koll, Horst Peter. „Die Farben des Paradieses”. Gärtner Datensysteme. Приступљено 28. 10. 2012.
6. ↑  „El color del paraíso”. Universidad de Huelva. Приступљено 28. 10. 2012.
7. ↑  „Quotes for the Color of Paradise”. IMBd. Приступљено 28. 10. 2012.
8. ↑  „Majid Majidi: Opening the World's Eyes to the Struggles of Iran”. New York Times. Приступљено 28. 10. 2012.
9. ↑  „Menschen auf der Flucht”. Artechock Film. Приступљено 28. 10. 2012.
10. 1 2  „About the director”. Sony Pictures. Архивирано из оригинала 30. 09. 2012. г. Приступљено 28. 10. 2012.
11. 1 2  „Awards for The Color of Paradise”. IMDb. Приступљено 28. 10. 2012.
12. 1 2  „The Color of Paradise”. Rotten Tomato. Приступљено 28. 10. 2012.
13. 1 2  „Rang-e khoda”. Lumiere. Приступљено 28. 10. 2012.
14. ↑  „Box office for The Color of Paradise”. IMDb. Приступљено 28. 10. 2012.
15. ↑  „Cast and crew for The Color of Paradise”. IMDb. Приступљено 28. 10. 2012.
16. ↑  „Cast and crew for The Color of Paradise”. Sony Pictures. Архивирано из оригинала 30. 09. 2012. г. Приступљено 28. 10. 2012.